# Phyllocycla medusa
Phyllocycla medusa är en trollsländeart som beskrevs av Belle 1988. Phyllocycla medusa ingår i släktet Phyllocycla och familjen flodtrollsländor. Inga underarter finns listade i Catalogue of Life.